# Josef Heckenbach
Josef Heckenbach (* 28. September 1887 in Koblenz-Lützel; vermisst seit dem 22. Oktober 1914) war ein deutscher Klassischer Philologe.
Josef Heckenbach, der Sohn des Ökonomen Jakob Heckenbach, besuchte das Gymnasium zu Bensheim und studierte nach der Reifeprüfung (28. Februar 1905) an der Universität Münster Klassische Philologie und Geschichte. Von 1906 bis 1907 verbrachte er drei Semester an der Universität München. Am 22. Dezember 1910 legte er das Lehramtsexamen in den Fächern Latein, Griechisch und Geschichte ab. Bereits am 27. Dezember folgte seine Promotion zum Dr. phil. Seine Dissertation De nuditate sacra sacrisque vinculis beschäftigte sich mit antiken Kultbildern und erschien im folgenden Jahr in der Reihe Religionsgeschichtliche Versuche und Vorarbeiten.
Nach dem Seminarjahr am Königlichen Kaiser-Wilhelms-Gymnasium zu Trier absolvierte er 1912/1913 das Probejahr am Gymnasium in Stolberg (Rheinland), wo er anschließend als Lehrer arbeitete. Nebenbei verfasste er zahlreiche Artikel für die Realencyklopädie der klassischen Altertumswissenschaft.
Beim Ausbruch des Ersten Weltkriegs meldete sich Heckenbach freiwillig. Ab Oktober 1914 galt er als vermisst und wurde für tot erklärt.

## Publikationen
- De nuditate sacra sacrisque vinculis, Verlag von Alfred Töpelmann (vormals J. Ricker), Gießen 1911, OCLC 81220900 (= Religionsgeschichtliche Versuche und Vorarbeiten, Band 9, Heft 3; zugleich erweiterte Dissertation an der Universität Münster (Westfalen) 1910 unter dem Titel: De nuditate sacra capita duo, lateinisch,  online als PDF verfügbar).